# Anthidium philorum
Anthidium philorum är en biart som beskrevs av Cockerell 1910. Anthidium philorum ingår i släktet ullbin, och familjen buksamlarbin. Inga underarter finns listade i Catalogue of Life.